# Jakusze (gromada)
Jakusze – dawna gromada, czyli najmniejsza jednostka podziału terytorialnego Polskiej Rzeczypospolitej Ludowej w latach 1954–1972.
Gromady, z gromadzkimi radami narodowymi (GRN) jako organami władzy najniższego stopnia na wsi, funkcjonowały od reformy reorganizującej administrację wiejską przeprowadzonej jesienią 1954 do momentu ich zniesienia z dniem 1 stycznia 1973, tym samym wypierając organizację gminną w latach 1954–1972.
Gromadę Jakusze z siedzibą GRN w Jakuszach utworzono – jako jedną z 8759 gromad na obszarze Polski – w powiecie łukowskim w woj. lubelskim na mocy uchwały nr 13 WRN w Lublinie z dnia 5 października 1954. W skład jednostki weszły obszary dotychczasowych gromad Jakusze, Tęczki, Wierzejki i Kurów ze zniesionej gminy Trzebieszów w tymże powiecie. Dla gromady ustalono 12 członków gromadzkiej rady narodowej.
31 grudnia 1959 z gromady Jakusze wyłączono wieś Tęczki, włączając ją do gromady Krzesk w powiecie siedleckim w woj. warszawskim.
1 stycznia 1960 gromadę zniesiono, włączając jej obszar (wsie Jakusze, Kurów i Wierzejki) do gromady Trzebieszów w tymże (łukowskim) powiecie.